# 1021 Flammario
Flammario (asteroide 1021) é um asteróide da cintura principal com um diâmetro de 99,39 quilómetros, a 1,958978 UA. Possui uma excentricidade de 0,2852739 e um período orbital de 1 657,42 dias (4,54 anos).
Flammario tem uma velocidade orbital média de 17,99068819 km/s e uma inclinação de 15,81835º.
Esse asteroide foi descoberto em 11 de março de 1924 por Max Wolf.